# Tsukemen

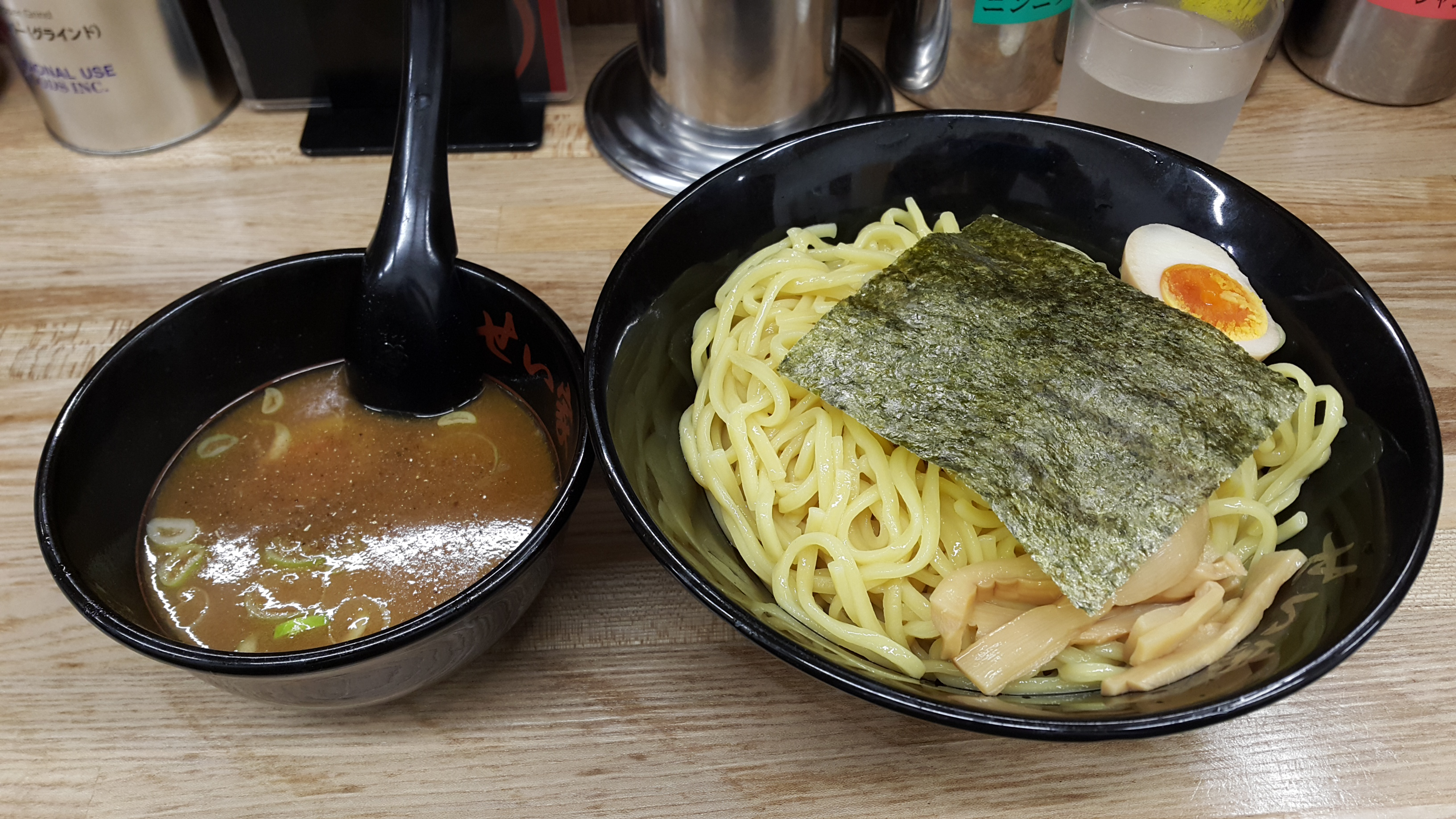
Presentación del tsukemen en dos boles: uno con el caldo y el otro con los fideos y acompañamiento.

El tsukemen (つけ麺?) es un plato japonés variante del ramen, cuya principal característica es que los fideos deben mojarse en un caldo servido por separado.
Los fideos utilizados para el tsukemen deben ser fideos ramen servidos fríos en un bol acompañados a menudo de nori, chashu, menma y un huevo cocido, aunque también pueden servirse en un plato aparte. Por otro lado, el caldo caliente en el que se mojan está más condimentado que la sopa de un ramen tradicional, y suele ser más denso; como base se utiliza un caldo de carne o un dashi.
Otra diferencia es la proporción de ingredientes: mientras el ramen da importancia al caldo, en el tsukemen se sirve una mayor cantidad de fideos.
La variante fue inventada en 1955 por Kazuo Yamagishi, dueño del restaurante Taishoken en Tokio, a quien se le ocurrió después de ver como algunos clientes mojaban fideos fríos (mori soba) en una sopa. La primera vez que lo incluyó en el menú lo había llamado «morisoba especial», pero dos décadas más tarde adoptaría el nombre actual, que significa «ramen para mojar». Para cuando Yamagishi falleció en 2015, existían sólo en Japón más de cien restaurantes especializados en tsukemen.